# Martin de Padrozelos
Martin de Padrozelos o Pedrozelos fue un juglar gallego, compositor de cantigas en lírica gallego-portuguesa. Es una figura reconocida en la comarca de Sarria y cuenta con un documental llamado Trobador no Camiño: andares pola lírica de Martín de Padrozelos para dar a conocer su figura.

## Biografía
Apenas quedan datos biográficos. Por el sobrenombre se cree que nació en Padrucelo, en la parroquia de San Juan de Lózara perteneciente al municipio de Samos. En Padrucelo se conserva una casa centenaria con su nombre. Existe discrepancia sobre su periodo, por la colocación en el cancionero estudiosos como Tavani y António Resende de Oliveira lo sitúan en la segunda mitad o finales del siglo XIII, sin embargo los investigadores Julio Pardo de Neyra y Dulce Fernández Graña sostienen que nació a mediados del siglo XI y falleció a principios del siglo XII, situando sus composiciones como las primeras conocidas en gallego.  

## Obra
Se conservan diez cantigas: nueve cantigas de amigo y una cantiga de amor. El grupo musical A Quenlla editó un disco llamado Trobador no Camiño que contiene versiones de las diez cantigas.